# Бердиев, Икром Нугманович
Икро́м Нугма́нович Берди́ев (род. 23 июня 1974, Чирчик) — узбекский боксёр, представитель полутяжёлой и первой средней весовых категорий. Выступал за сборную Узбекистана по боксу в середине 1990-х — начале 2000-х годов, чемпион Азиатских игр, чемпион Азии, чемпион Центральноазиатских игр, победитель и призёр многих турниров международного значения. В период 2004—2006 годов боксировал также на профессиональном уровне.

## Биография
Икром Бердиев родился 23 июня 1974 года в городе Чирчик Ташкентской области Узбекской ССР. Проходил подготовку в местной боксёрской секции, одновременно с занятием боксом работал инспектором отдела внутренних дел города Чирчика.

### Любительская карьера
Дебютировал на взрослом международном уровне в сезоне 1994 года, когда выступил в первой средней весовой категории на Азиатских играх в Хиросиме и на Кубке мира в Бангкоке — в обоих случаях попасть в число призёров не смог, проиграв казаху Канатбеку Шагатаеву.
В 1996 году одержал победу на чемпионате Узбекистана в первом среднем весе.
Принимал участие в чемпионате мира 1997 года в Будапеште, где уже на предварительном этапе был остановлен другим представителем Казахстана Ермаханом Ибраимовым. Помимо этого, стал серебряным призёром азиатского первенства в Куала-Лумпуре.
В 1998 году выступил на Азиатских играх в Бангкоке, здесь на стадии четвертьфиналов вновь потерпел поражение от Ермахана Ибраимова.
Одним из самых успешных сезонов в его спортивной карьере оказался сезон 2002 года, когда в зачёте полутяжёлой весовой категории он победил всех соперников на Азиатских играх в Пусане, в том числе в финале взял верх над местным корейским боксёром Чхве Ги Су, и завоевал золотую медаль на чемпионате Азии в Серембане. Также добавил в послужной список награду бронзового достоинства, полученную на Кубке Анвара Чоудри в Баку (в полуфинале проиграл азербайджанцу Вугару Алекперову), был лучшим на Кубке короля в Бангкоке. За эти выдающиеся достижения по итогам сезона ему было присвоено почётное звание «Узбекистон ифтихори».
В 2003 году Бердиев одержал победу на Центральноазиатских играх в Душанбе, стал бронзовым призёром Афро-Азиатских игр в Индии, уступив в полуфинале индусу Джитендеру Кумару. Боксировал на мировом первенстве в Бангкоке, где уже на стадии 1/16 финала категории до 81 кг потерпел поражение от алжирца Мохамеда Акли Амари. Пытался пройти отбор на летние Олимпийские игры в Афинах, но на внутреннем узбекском первенстве был побеждён молодым боксёром Нодиром Гуламовым, который вместо него поехал на отборочный чемпионат Азии.

### Профессиональная карьера
Не сумев пройти отбор на Олимпиаду в Афинах, Икром Бердиев покинул расположение узбекской сборной и в мае 2004 года дебютировал на профессиональном уровне. Провёл два поединка в Австрии, в первом выиграл у малоизвестного соперника, тогда как во втором проиграл по очкам непобеждённому соотечественнику Гайрату Ахмедову (3-0). В 2006 году выходил на профессиональный ринг в Ташкенте, потерпел поражение нокаутом и на этом завершил спортивную карьеру.